# Kommunale Versorgungskassen Kurhessen-Waldeck
Die KVK Kommunale Versorgungskassen Kurhessen-Waldeck sind der Unternehmenszusammenschluss dreier Körperschaften bzw. Anstalten des öffentlichen Rechts, die als Versorgungskasse, Zusatzversorgungskasse oder Sterbekasse tätig sind.

## Verbund
Zu dem Unternehmensverbund mit Sitz in Kassel zählen:
- KVK BeamtenVersorgungsKasse
- KVK ZusatzVersorgungsKasse
- KVK SterbeKasse.

Für die drei Kassen besteht als juristische Personen des öffentlichen Rechts jeweils eine eigenständige Wirtschaftsführung und Rechnungslegung; sie haben eigene Beschlussgremien und gesonderte Satzungen als Rechtsgrundlagen. Die KVK BeamtenVersorgungsKasse und die KVK ZusatzVersorgungsKasse sind Mitglied in der Arbeitsgemeinschaft kommunale und kirchliche Altersversorgung (AKA).

## Aufgaben
Die KVK Kommunale Versorgungskassen Kurhessen-Waldeck übernehmen für ihre Mitglieder und deren Beschäftigten folgende Aufgaben:
- Beamtenpensionen
- Beihilfen
- Betriebsrenten (KVK ZusatzRente)
- zusätzliche betriebliche Altersversorgung (KVK ZusatzRentePlus), wahlweise als Riester-Rente oder mit Entgeltumwandlung
- Bezüge- und Gehaltsabrechnung (KVK GehaltsService)
- Kindergeldbearbeitung als Landesfamilienkasse (KVK KindergeldService)
- Sterbegeldversicherung (KVK SterbeKasse).